# Robert Madge
Robert Dennis Madge (Coventry, 2 agosto 1996) è un attore teatrale, commediografo e cantante britannico.

## Biografia
Nato e cresciuto nel Warwickshire, ha fatto il suo debutto sulle scene all'età di nove anni, interpretando Michael Banks nella produzione originale del musical Mary Poppins al Prince Edward Theatre di Londra (2005). Prolifico attore bambino, negli anni successivi ha interpretato Dodger in Oliver! al Theatre Royal Drury Lane (2008), Gavroche in Les Misérables al Barbican Centre e nel concerto per il venticinquesimo anniversario dello show (2010) e Reginald nella prima mondiale di Matilda per la Royal Shakespeare Company (2010).
Dopo una pausa dalle scene di quasi dieci anni, durante i quali ha terminato le scuole superiori e ha studiato recitazione alla Sylvia Young Theatre School, nel 2019 p tornato a recitare nel musical Les Misérables, questa volta interpretando Jean Prouvaire nella tournée del musical; tuttavia il tour è stato cancellato dopo pochi mesi a causa dello scoppio della pandemia di COVID-19.
Al termine del lockdown, Madge ha fatto il suo debutto come commediografo e compositore del musical My Son's a Queer But What Can You Do, esordito al Turbine Theatre di Londra nel 2021 e poi riproposto all'Edinburgh Fringe e nel West End al Garrick Theatre (2022) e all'Ambassadors Theatre (2023); lo spettacolo gli è valso una candidatura al Premio Laurence Olivier. Oltre ad aver scritto e interpretato My Son's a Queer, dopo la fine delle restrizioni legate alla pandemia, Madge ha recitato in una riduzione teatrali di Pomi d'ottone e manici di scopa in tour per il Regno Unito e poi nella pantomina Jack e il Fagiolo Magico in scena al London Palladium nel 2022.
Madge è di genere non-binario e usa i pronomi neutri they/them.

## Filmografia
- Les Misérables in Concert: The 25th Anniversary, regia di Nick Morris (2010)